# Comuna Aneby
Aneby (Aneby kommun) este o comună din comitatul Jönköpings län, Suedia, cu o populație de 6.375 locuitori (2013).

## Geografie

### Zone urbane
Lista celor mai mari zone urbane din comună (anul 2015) conform Biroului Central de Statistică al Suediei:
| Nr | Zona urbană    | Pop.  |
| -- | -------------- | ----- |
| 1  | Aneby          | 3.496 |
| 2  | Sundhultsbrunn | 301   |
| 3  | Frinnaryd      | 226   |

## Demografie
| \| Evoluția demografică în comuna Aneby, 1970–2015 \| Evoluția demografică în comuna Aneby, 1970–2015 \| Evoluția demografică în comuna Aneby, 1970–2015 \| Evoluția demografică în comuna Aneby, 1970–2015 \| Evoluția demografică în comuna Aneby, 1970–2015 \| \| ----------------------------------------------------------------------------------------------------- \| ----------------------------------------------- \| ----------------------------------------------- \| ----------------------------------------------- \| ----------------------------------------------- \| \| An \| \| \| Locuitori \| \| \| 1970 \| 1970 \| \| 6296 \| 6296 \| \| 1975 \| 1975 \| \| 6508 \| 6508 \| \| 1980 \| 1980 \| \| 6873 \| 6873 \| \| 1985 \| 1985 \| \| 6897 \| 6897 \| \| 1990 \| 1990 \| \| 7159 \| 7159 \| \| 1995 \| 1995 \| \| 7169 \| 7169 \| \| 2000 \| 2000 \| \| 6682 \| 6682 \| \| 2005 \| 2005 \| \| 6576 \| 6576 \| \| 2010 \| 2010 \| \| 6393 \| 6393 \| \| 2015 \| 2015 \| \| 6537 \| 6537 \| \| Sursa: SCB - Statistika Centralbyrån, Folkmängd efter region, civilstånd, ålder och kön. År 1968–2016 \| \| \| \| \| |      |  |           |      |
| Evoluția demografică în comuna Aneby, 1970–2015 |      |  |           |      |
| An |      |  | Locuitori |      |
| 1970 | 1970 |  | 6296      | 6296 |
| 1975 | 1975 |  | 6508      | 6508 |
| 1980 | 1980 |  | 6873      | 6873 |
| 1985 | 1985 |  | 6897      | 6897 |
| 1990 | 1990 |  | 7159      | 7159 |
| 1995 | 1995 |  | 7169      | 7169 |
| 2000 | 2000 |  | 6682      | 6682 |
| 2005 | 2005 |  | 6576      | 6576 |
| 2010 | 2010 |  | 6393      | 6393 |
| 2015 | 2015 |  | 6537      | 6537 |
| Sursa: SCB - Statistika Centralbyrån, Folkmängd efter region, civilstånd, ålder och kön. År 1968–2016 |      |  |           |      |